# مایکل بنارویا
مایکل بنارویا (انگلیسی: Michael Benaroya؛ زادهٔ ۲۳ فوریه ۱۹۸۱) یک تهیه‌کننده اهل ایالات متحده آمریکا است.

## فیلم‌شناسی
- نیویورک، دوستت دارم (۲۰۰۹)[۱]
- رمانتیسم (۲۰۱۰)
- مارجین کال (۲۰۱۱)
- گرفتن .۴۴ (۲۰۱۱)
- کلمات (۲۰۱۲)
- بی قانون (۲۰۱۲)
- پسر روزنامه فروش (۲۰۱۲)
- عزیزانت را بکش (۲۰۱۳)
- Hateship, Loveship (2013)
- Felony (2013)
- Parts per Billion (2014)
- سیمبلین (۲۰۱۵)
- شهبانوی بیابان (۲۰۱۵)
- Z for Zachariah (۲۰۱۵)
- اولیویه آسایاس (۲۰۱۵)